# Hydrology
Hydrology (en español: Hidrología) es el segundo extended play (EP) del proyecto musical Recoil, a cargo de Alan Wilder. Fue publicado el 25 de enero de 1988 a través del sello discográfico Mute Records. Una versión en CD y casete posterior incluye su primer EP, siendo unidos en Hydrology Plus 1 + 2.

## Concepto
A diferencia de 1 + 2, su segundo EP fue grabado en un Portaestudio con una capacidad de 16 pistas. A pesar de algunas limitaciones, Wilder menciona que a diferencia del primer material, en Hydrology hay mayor versatilidad. Usando elementos en su primer EP como base, Hydrology fue producido con extensos pasajes instrumentales, con la intención de descubrir y explorar otros aspectos musicales.
Dos de los instrumentales, «Stone» y «The Sermon», contienen samples de lenguas extranjeras. En un preguntas y respuestas realizado en su sitio web, Wilder comenta que en «Stone» fue utilizada una grabación de un locutor francés de una estación de trenes, mientras «The Sermon» usa como motif una emisión de radio polaca. Sobre esta última, Wilder expresa: “me gustó el sonido del idioma, junto con otros idiomas de Europa del Este que suenan como música para mis oídos”.

## Publicación
Debido a su publicación en medio de su gira por Music for the Masses, una promoción al material fue restringida. Fue descrito por Wilder como “un antídoto de Depeche Mode, y en diversas formas, una forma de aliviar las frustraciones de trabajar en un formato pop; no porque tuviera algo en contra del formato pop, pero si iba a hacer algo como solista, no era necesario repetir lo que ya hacía en el grupo”. Dentro de la carátula del álbum, una de las fotografías de Martyn Atkins muestra a una persona como un «hombre muerto», Wilder solo menciona “la elección de las imágenes dependía de su interpretación de la música; yo pensé que encajaban bien”. Continuando con la marca iniciada con 1 + 2, dentro del segundo EP hay un 3 + 4 destacado en ambos lados.

## Recepción
En una reseña de AllMusic para la reedición Hydrology Plus 1 + 2, destaca en particular a «Grain», al usar escalas de piano reminiscente de Phillip Glass con toques suaves de sintetizador en ascenso. Las otras pistas, «Stone» y «The Sermon» fueron descritas al “[contener] más escalas de sintetizador à la Glass que estallan en pulsantes y secuenciadas piezas de electrónica”.

## Lista de canciones
| N.º | Título       | Duración |  |
| 1.  | «Grain»      | 7:44     |  |
| 2.  | «Stone»      | 14:32    |  |
| 3.  | «The Sermon» | 15:03    |  |

## Créditos y personal
- Alan Wilder – Instrumentos y producción.
- T+CP Associates – Diseño y fotografía.
- Martyn Atkins – Carátulas internas, otras fotografías.[6]